# Ардмор (аеропорт, Алабама)
Ардмор (FAA:1M3) — приватний цивільний аеропорт, що розташований за 3 км на південний захід від Ардмора, штат Алабама, США. Має одну злітну смугу довжиною 823 м. 1996 року аеропорт обробив 2260 операцій зліт-посадка.